# مات لورد
مات لورد (بالإنجليزية: Matt Lord)‏ هو لاعب اتحاد الرغبي نيوزيلندي، ولد في 7 يناير 1978.